# Plectranthias altipinnatus
Plectranthias altipinnatus là một loài cá biển thuộc chi Plectranthias trong họ Cá mú. Loài này được mô tả lần đầu tiên vào năm 1980.

## Từ nguyên
Từ định danh altipinnatus được ghép bởi hai âm tiết trong tiếng Latinh: altus ("cao lớn") và pinnatus ("có vây, cánh"), hàm ý đề cập đến gai vây lưng thứ ba vươn cao ở loài cá này.

## Phân bố và môi trường sống
P. altipinnatus hiện chỉ được biết đến ở Nhật Bản, từ vịnh Sagami (Shizuoka) trải dài đến đảo Kume (Okinawa). Chúng sống trên các rạn san hô và ám tiêu ở độ sâu khoảng 34–55 m.

## Mô tả
Chiều dài lớn nhất được biết đến ở P. altipinnatus là 4,5 cm. Cá có màu đỏ hồng, trắng hơn ở thân dưới, với các hàng đốm vàng ở hai bên thân. Vây đuôi cụt.
Số gai vây lưng: 10; Số tia vây lưng: 18; Số gai vây hậu môn: 3; Số tia vây hậu môn: 7; Số tia vây ngực: 13; Số vảy đường bên: 27–28.

## Phân loại
P. altipinnatus có quan hệ họ hàng gần nhất với Plectranthias inermis.

## Sử dụng
P. altipinnatus là một thành phần trong ngành buôn bán cá cảnh.